# ماتياس غروس
ماتياس غروس (بالألمانية: Matthias Groß)‏ هو عالم اجتماع ألماني، ولد في 29 مارس 1969 في ناشتيتن في ألمانيا.